# Hécatonicosachore icosaédral
L'hécatonicosachore icosaédral est un polychore de Schläfli-Hess. Son dual est le petit hécatonicosachore étoilé.